# Буторинская (Кировская область)
 Буторинская  — деревня в Шабалинском районе Кировской области. Входит в состав Ленинского городского поселения.

## География
Расположена на расстоянии примерно 17 км по прямой на север-северо-восток от райцентра поселка Ленинского.

## История
Известна с 1802 года как починок Буторинской с 1 двором, в 1873 году здесь (Буторинской или Буторинки) дворов 12 и жителей 101, в 1905 (Буторинский или Буторинская) 32 и 219, в 1926 (деревня Буторинская) 42 и 250, в 1950 52 и 180, в 1989 208 жителей. Работал колхоз «Наука».

## Население
Постоянное население составляло 120 человек (русские 99%) в 2002 году, 49 в 2010.